# Раст
Раст је постепено повећање масе тела и једно је од одлика живих бића. Процес који је најсличнији растењу је развиће. Наука која проучава растење је ауксологија.

## Механизам раста
Да би живо биће могло да расте, неопходне су му градивне супстанце које добија кроз храну. Храна обезбеђује и неопходну енергију ћелијама које се деле. Наиме, организми расту тако што се повећава број њихових ћелија. Ћелије се најпре издужују, односно увећавају, а потом поделе.
У регулисању раста важну улогу имају хормони. Ово својство се користи на пример у хортикултури ради стварања патуљастих врста биљака које у природи израсту као дрвеће просечне висине (тзв. бонсаи). Код људи, раст регулише хипофиза која ствара хормон раста. Уколико настане поремећај у раду те жлезде, настају патуљасти или џиновски раст или болест акромегалија. Осим хипофизе, на брзину раста утичу и штитна, грудна и полне жлезде. Од рођења, када је беба дуга у просеку од 48 до 50 cm, човек расте отприлике до своје двадесет и пете године. До тада жене у просеку израсту око 160, а мушкарци око 175 cm. Ово је више у односу на ранија времена због бољих услова живота, мада не за све становнике планете. Сам раст је условљен генетским предиспозицијама и условима у којима човек живи, са тим да можда редовне вежбе истезања могу да допринесу.

### Просечан раст човека
Подаци потичу из антрополошких студија из 1980. године.
Мушкарци
- Године - висина (цм) - маса (кг)
- 0 - 49.6 - 3.2
- 1 - 69.6 - 10
- 2 - 79.6 - 12
- 3 - 86 - 13.21
- 4 - 93.2 - 15.07
- 5 - 99 - 16.7
- 6 - 104.6 - 18.04
- 7 - 111.2 - 20.16
- 8 - 117 - 22.26
- 9 - 122.7 - 24.09
- 10 - 128.2 - 26.12
- 11 - 132.7 - 27.85
- 12 - 135.9 - 31
- 13 - 140.3 - 35.32
- 14 - 148.7 - 38.5
- 15 - 155.9 - 46.41
- 16 - 161 - 53.39
- 17 - 167 - 57.4
- 18 - 170 - 61.26
- 19 - 170.6 - 63.32
- 20 - 171.1 - 65
- 25 - 172.2 - 68.29

Ниским се сматрају мушкарци до 149 cm висине, средњим од 150 до 169, а високим од 170 навише. Раст од 129 cm или мање се сматра патуљастим, а од 190 cm или више џиновским.
Жене
- Године - висина (цм) - маса (кг)
- 0 - 48.3 - 2.91
- 1 - 69 - 9.3
- 2 - 78 - 11.4
- 3 - 85 - 13.21
- 4 - 91 - 14.18
- 5 - 97 - 15.5
- 6 - 103.2 - 16.74
- 7 - 109.6 - 18.45
- 8 - 113.9 - 19.82
- 9 - 120 - 22.44
- 10 - 124.8 - 24.24
- 11 - 127.5 - 26.25
- 12 - 132.7 - 30.54
- 13 - 138.9 - 34.65
- 14 - 144.7 - 38.1
- 15 - 147.5 - 41.3
- 16 - 150 - 44.44
- 17 - 154.4 - 49.08
- 18 - 156.2 - 53.1
- 19 - 156.2 - 54.1
- 20 - 157 - 54.46
- 25 - 157.7 - 55.08

Ниским се сматрају жене до 139 cm висине, средњим од 140 до 159, а високим од 160 навише. Раст од 119 cm или мање се сматра патуљастим, а од 187 cm или више џиновским.

## Брзина и дужина трајања раста
Брзина раста зависи од врсте, а детерминисана је генима. Неке врсте расту брже, неке спорије, а не расту ни сви органи подједнаком брзином; код људских беба, брже ће расти труп и удови него глава. Биљка која расте најспорије је Dioon edule која у току године порасте 0,76 мм, што значи да за отприлике 12 година достигне висину од једног дециметра.
По правилу дуже време до пуног раста је потребно оним врстама које су веће (орка расте 10 година, а волухарица пет недеља). Опет, ни поједини органи не морају да расту једнако дуго; ово посебно важи за биљке. Наиме, цвет и лист код биљака углавном имају ограничен раст, што значи да расту до неке одређене величине. Корен и стабло код неких врста могу условно расти неограничено дуго.